# Ománská kultura
Ománská kultura vychází z islámské kultury, jejím středobodem je ibádíja, odnož islámu specifická pro Omán.

## Úvod
Ománci mají ve zvyku být pohostinní, přivítání doprovází podání ruky a pozdrav Salam alejkum.
Zdejší život silně kontrastuje se životem na Západě, mísí se tu moderna s tradicemi. V osobním životě se Ománci orientují zejména na rodinu.
Mezi náboženské svátky těšící se popularitě patří Eid al-Adha neboli Svátek oběti a Eid al-Fitr neboli Svátek přerušení půstu. Mimo náboženství je tu Státní svátek oslavující nezávislost vyhnáním Evropanů (tj. Portugalců) a svátek na den vládnoucího sultána Kábúse.
Ani kmenové tradice zcela nezmizely, jakkoliv jsou kvůli vlivu Západního světa a díky stěhování do měst na ústupu, v pozadí a ctěny spíše ve vnitrozemí.
Kadidlo, jeho pěstování a jeho sklizeň je ve zdejší kultuře hluboce zakořeněno. Al Mankaf je typickým nástrojem pro jeho přípravu na sklizení.
Ve zvyku je pálení kadidla po posledním chodu.
Maskatské slavnosti jsou významnou kulturní a společenskou událostí sultanátu a konají se jednou ročně v hlavním městě Maskat počínaje rokem 1998.
Náplní slavností jsou tradiční řemesla, zvyky a kuchyně, lidové písně, výstava umění i sport. Mimo cyklistický závod Tour of Oman se v současnosti pořádají i další sportovní akce zahrnující sporty tradiční, bojové, vodní i taneční. Zahradní parky al-Amerat, al-Naseem a al-síbské pobřeží al-Hail náleží mezi dějiště slavností.
V zemi stojí více než 500 pevností a tvrzí včetně pevnosti v Nazvá a pevnosti Bahla, která je od roku 1987 na seznamu UNESCO. Řemeslné výrobky od tkalců a hrnčířů, a nejen od nich, lze koupit na tradičních trzích, kterým se říká súky. Mezi další řemesla se řadí stříbrnictví, zlatnictví, dřevořezba nebo výroba tradičních dýk nazývaných chandžar.
Včelařství se uchytilo hlavně na severu, kde se jako úlů užívá vyhloubených palmových kmenů, což místní nazvali tubl. Vedle tradičních způsobů včelařství jsou přítomné i moderní metody. Včela květná a včela medonosná jdou druhy zde žijící.

## Národní oděv

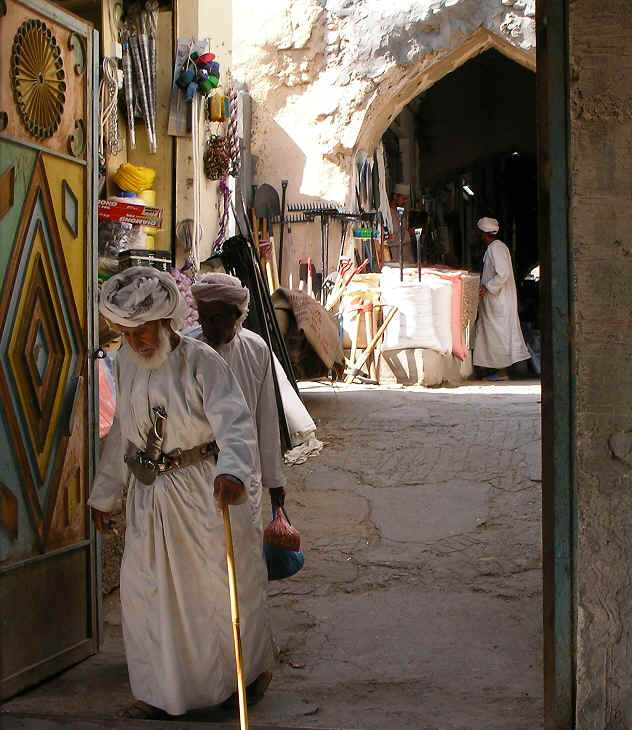
Tradiční mužský oděv včetně hole assa (město Nazvá)

### Muži
Muži se obvykle odívají do prostého roucha s dlouhými rukávy a sahajícího ke kotníkům nazývané dishdasha. Nejčastější jsou roucha bílé barvy, ale nosí se rovněž černá, hnědá, modrá nebo fialová.
Ozdobný střapec, furakha, je vešívaný do výstřihu roucha a podle zvyklostí bývá navoněný parfumérií. Pod rouchem jsou Ománci navlečení do obyčejného prádla od pasu dolů. Při formálním setkání se roucho dishdasha zakrývá černým, popřípadě béžovým plášťem pojmenovaným bisht. Pracné zlaté a stříbřité výšivky lemují okraje pláště bisht. Pruh látky shal může být z podobného materiálu jako turbany muzzar a užívá se jako držící opasek pro dýky chandžar. Jiný druh opasků – sapta – se vyrábí z kůže a stříbra.
Různé pokrývky hlavy zahrnují právě muzzar – čtvercový kus vlněné či bavlněné tkané látky, který se skládáním zabalí v turban. Ručně vyšívaný čepec kummar se někdy nosí pod turbanem. Nejvíce rozšířenou obuví jsou sandále. Formální příležitosti umožňují doplnit oděv o hůl assa.

### Ženy
Ženy se zpravidla odívají do různobarevného ošacení (často jde o abáju či burku), přičemž styl a barvy se mezi regiony navzájem víceméně odlišují, tím spíše od jiných států Zálivu.
Ženské ošacení sestává z šatu kandoura překrývajícího část kalhot sirwal a pokrývky hlavy lihaf.
Původně ženy nosily qurhaf, tedy prostou obuv ze dřeva, ale dnes se obouvají do moderních bot po vzoru Západu anebo sandálů. Především zlato, případně stříbro, tvoří kovy zastoupené ve vyrobených špercích, jež doplňují vzezření Ománek. Sváteční a jinak zvláštní příležitosti jsou možností pro malování hennou na rukou a nohách.
Příliv světových kosmetických značek zcela nevymýtil onu tradiční ománskou kosmetiku. Zvýrazňování očí po staletí obstarává prášková směs kohl, jejímž základem bývá kadidlo či kořeny rostliny arvea jevanica. Zvýrazňovač očí se nazývá marwat a jedná se o dřevěnou nebo stříbrnou tyčinku podobnou tužce na oční linky. Péče o pleť využívá rostliny indigo nebo směs drcených semen rostliny prunus mahled a žlutého barviva rostliny carthamus tincturius. Šampony se zde vyrábí z různorodých přírodních produktů – olej extrahovaný ze semínek rostliny shoo a rostlinné druhy sidr a ipomoea nil – patří mezi ně.

#### Severní Omán
Musandam na severu Ománu je místem, kde ženy nosí na ramenou a hrudi průsvitné roucho adliyya přes svou kandouru. Roucho zkrášlují zlaté a stříbrné vzory. Zatímco dnešní adliyya barevně odpovídá oblékané kandouře a šije se ze šifonu, dříve tomu tak nebylo. Musandamské Ománky běžně nosí burku (burqa). Pokrývka hlavy typická pro tuto část sultanátu se jmenuje shayla. Al-Batína je regionem, kde Ománky oblékají thawb, tedy šaty sahající zhruba ke kotníkům. Obdobné šaty s výraznými ornamenty jsou nazývány mussader. Pro místní ženy jsou typické kalhoty al-khayali a al-yadila. Střapcovité čepce pokrývající hlavu se tu nazývají waqaya, ale pokrývky shayla (shawl) jsou zde rozšířeny též. Bavlněná roucha s květinovými a jinými vzory odívaná ženami v Maskatu a přilehlém okolí nesou název dishdasha, thawb či biraan. Stužky dekorující roucha thawb na hrudní, krční části a koncích rukávů se vyrábí ze zlata a stříbra. Používají se také maskatské stužky tilli. Látce přišité k dolnímu lemu roucha a od roucha barvou se odlišující se říká sinjaaf. Úzké kalhoty sirwaal a tiidi dekorují vyšívané vzory hlavně v podkolenní části. Stužky dekorující roucha biraan na hrudní, krční části a koncích rukávů nabírají černé a bílé barvy, ale některé se také vyrábí ze zlata a stříbra. Spodní okraj roucha lemují střapce. Různobarevné látky pokrývající hlavu jsou pojmenovány waqaya, shawl anebo butu.

#### Střední Omán
Ženy regionu ad-Zahíra odívají kandouru dozdobenou výšivkou ve tvaru, směrem dolů se rozbíhajícího, obdélníku. Oděv ve vnitrozemní ad-Dáchílijy se v ženské módě podobá nedalekým oblastem al-Batína a Maskat. Roucho thawb kratšího střihu doplňuje barevně odlišný sinjaf. Roucho ve výstřihu shaqq zdobí spojené spirálovité kroužky siim, jiné ozdoby tvoří korále zapletené s ornamenty ze stříbrných vláken – al-wat. Dáchílijské hlavové pokrývky jsou waqaya, při zvláštních příležitostech pak různobarevné a bavlněné al-laisu a al-ghadfa. Hedvábná ženská roucha thawb regionu aš-Šarkíja se stříbrem zdobenými rukávy sahají délkou přibližně na úroveň kolena. Přes roucho se volně obléká plášť gab'a, obvykle vyrobený z černé bavlny. Zdobné vyšívání obdélníkového tvaru na přední straně pláště se nazývá khidma, naopak vyšívání na zadní straně nese název mansouba. Ve spodní části zúžené a zpravidla černé kalhoty al-basta ozvláštňují stříbrné svislé proužky a taktéž stříbrné spodní lemy. Delší látka z rudého hedvábí se stříbrnými nášivkami shader al-tarh se nosí jako plášť i přes hlavu. Bižuterie všeho druhu je zde obzvláště oblíbená.

#### Jižní Omán
Dafárský sametový thawb, do nějž se oblékají místní ženy, nese též název abu dhayl. Rozmanité náprsní vyšívání směřující k výstřihu se nazývá fijiyya. Přední část tohoto roucha, al-gadma, sahá přibližně k lýtkům, zatímco část zadní, al-dhayl, ji přesahuje o desítky centimetrů. Spodek kalhot zdobí opět našívané stříbrné vzory. Černá látková pokrývka hlavy doplněná korálky se nazývá shabaka. Zvláštními doplňky oděvu mohou být šperky anebo karneolové kameny. Na rozdíl od jiných dafárských Ománek nosí ženy z horských oblastí a ženy původem z pouště Nadžd obvykle búrku indigové či zlatavé barvy.

## Kuchyně

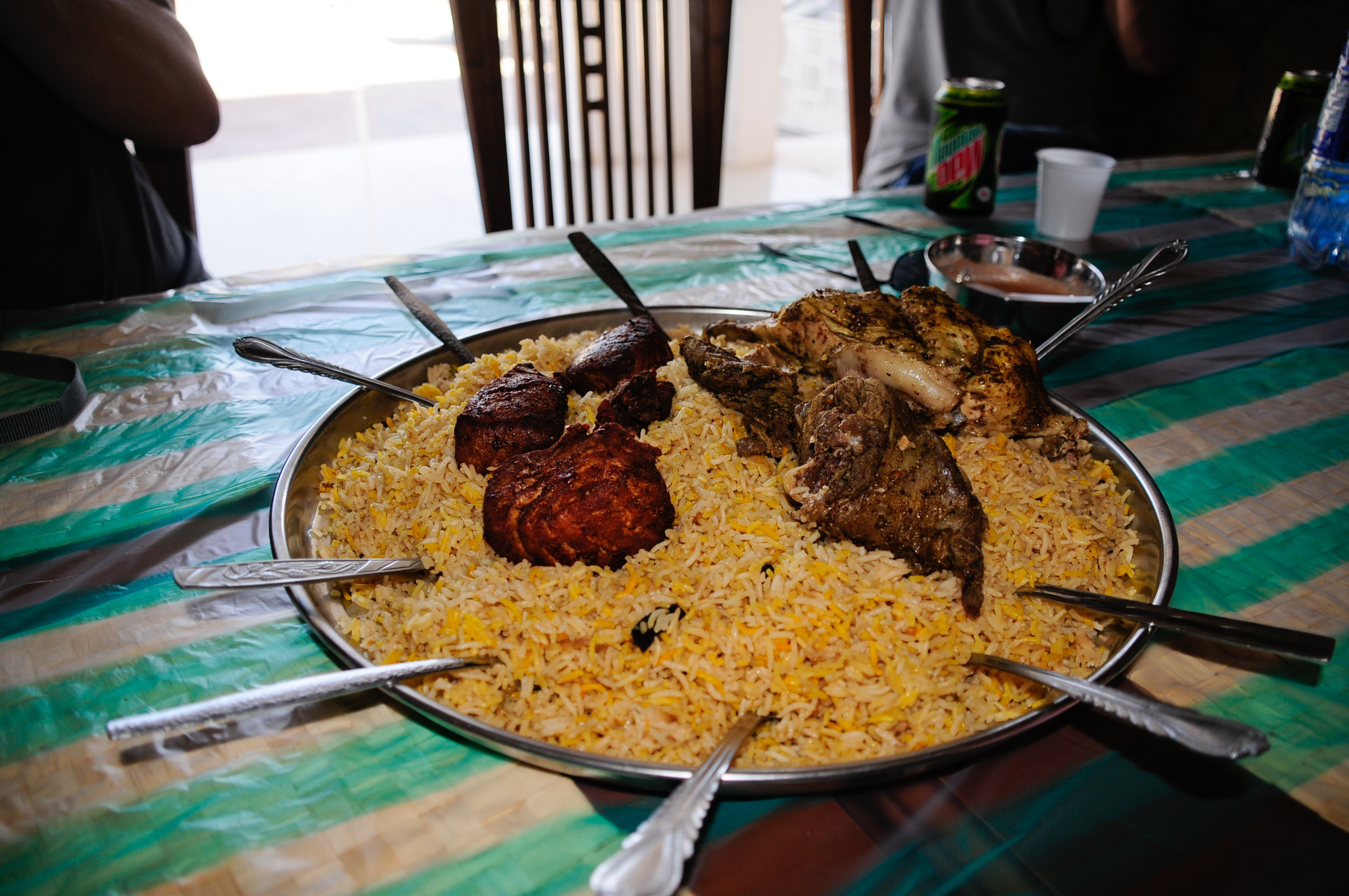
Tradiční ománský pokrm

Napříč Ománem se připravují různá jídla, některá typická pro jižní Salálu, jiná, rozdílná na severu. Společným znakem ománských regionálních kuchyní a symbolem ománské kuchyně jako celku jsou datle.
Na rozdíl od mnohých asijských kuchyní není ta ománská obvykle pálivá.
Hlavní dobou pro jídlo je poledne, zatímco večerní strava bývá lehčí. Významnou roli v ománské kuchyni zastává rýže s vařeným masem a rozmanité druhy koření. Své místo mají i cibule, česnek a různé bylinky. Díky rybolovu jsou často konzumovány ryby. Maso dále zastupuje drůbeží a skopové. Tenký chléb ruchal (rukhal) se může objevit u jakéhokoli chodu, ať u snídaně s medem nebo u večeře s kořeněnou směsí.
Každodenní strava Ománců mnohdy zahrnuje rovněž polévky – zeleninovou polévku, jehněčí, drůbeží nebo luštěninovou – a saláty. Obvykle se jedná o zeleninové saláty, baklažánové, řeřichové, tuňákové nebo o saláty ze sušených ryb. Mezi hlavní jídelní chody patří například marak, což je zeleninová směs, nebo kebab.
Některé druhy jídel se připravují jen za svátečních okolností jako například v době Ramadánu. Při zvláštních příležitostech se vaří šuva (shuwa). Existuje vícero způsobů vaření a často se na vaření podílí celá ves. Pečení krávy nebo kozy trvá i dva dny. Svéráznou chuť jídlu šuva dodávají právě bylinky a koření.
Oblíbeným nápojem je laban, podmáslí se slanou chutí. K oblíbeným patří i jogurtové nápoje doprovázené kardamomem a pistáciovými ořechy.
Místní káva se nazývá kahva (kahwa) nebo khava (khawa). Je připravována z čerstvě upražených kávových zrn a kardamomské moučky. Ke kávě se běžně pro dochucení a vyvážení hořkosti podávají datle, koření kardamom a sladká želatina halva (halwa), která se tvoří z hnědého cukru, koření, medu a vajec. Někde se lze setkat i s oříšky, čokoládou nebo s oleji z růže. Při kávě se podávají také lochemat (lokhemat) – smažené koule z mouky a droždí kořeněné kardamomem. K nim se připravují limety a sirupy.

## Hudba
Ománská tradiční hudba svými základy náleží k hudbě Arabského světa. Národní hymna, Nashid as-Salaam as-Sultani, byla složena Jamesem Frederickem Millsem roku 1932 s textem od Rašída bin Uzajjiza al-Chusajdího. Hymnou Ománského sultanátu se stala v roce 1970.
Tradiční melodické smyčcové nástroje jsou tanbura, rababa a ud. Tanbura, šestistrunný nástroj sumerského původu, se v arabském světě včetně Ománského sultanátu používá po tisíce let. Používá se mimo jiné také v Africe. Tanburové struny se nazývají chijut (khiyut). Fann at-Tanbura, případně nuban, je hudební žánr odvozený od tohoto instrumentu. V ománské kultuře patří tanbura mezi nejznámější smyčcové nástroje na rozdíl od méně obvyklé rababy. Rababa disponuje jednou, dvěma anebo čtyřmi strunami, ovšem pro Omán typická rababa – rababit ash-shair – disponuje pouze strunou jednou. V minulosti sehrála rababa světově důležitou roli v oblasti smyčcové hudby. Zatímco housle spočívají na hudebníkově rameni, rababa se opírá o stehno hudebníka. Obvykle doprovází poezii. Arabským hudebním nástrojům vůbec vévodí ud, byť ománské tradiční hudbě přímo nepanuje. Zde bývá spjatý s vokální hudbou.
Operní dům je k nalezení v hlavním městě, otevřen byl roku 2011, byť jeho stavební náklady nebyly zveřejněny. Od té doby v něm zazpívala řada hvězd včetně Andrea Bocelliho, Plácida Dominga nebo violoncellisty Yo-Yo Ma.

## Kinematografie
Ojedinělým ománským počinem je film al-Boom z roku 2006. Natočil jej Chaled Abdul Rahím al-Zadjali (Khaled Abdul Raheem al-Zadjali) – režisér a scenárista tohoto dramatu natočeného v ománském městě Haramyl.

## Námořní tradice
Strategická přímořská poloha Ománu v zemi rozvinula lodnictví a námořní tradici jako celek. Obchodní námořní trasy Omán pojily s Indií, východní Afrikou a Rudým mořem.

### Dhau
Dhau je tradiční ománská arabská plachetnice. Napříč dějinami Ománu se budovaly rozmanité typy těchto lodí, přičemž některé nepřetrvaly do přítomnosti. Ománský dhau při své životnosti zpravidla vydrží téměř jedno století v užívání. Nákladní loď typu baghlah byla největším plavidlem z ománských loděnic a sloužila k zaoceánským plavbám. Dosahovala délky 41 metrů (135 stop) a její nákladní kapacita odpovídala 150 až 400 tunám. Mezi charakteristické znaky patřila detailní zdobná rytina, zvýšená zadní paluba a balkónovitá lodní záď s okny. Podobně mohutnými plavidly byly lodě ghanjail. Arabské lodě sambuuq náleží mezi velmi rozšířené a jsou typické spodním výběžkem ve tvaru šavle na přídi a zvýšeným čtvercovým patrem na zádi.